# Taiyō (lớp tàu sân bay)
Lớp tàu sân bay Taiyō (tiếng Nhật: 大鷹型; Taiyō-gata) bao gồm ba tàu sân bay hộ tống được Hải quân Đế quốc Nhật Bản sử dụng trong Chiến tranh Thế giới thứ hai.

## Tổng quan
Những chiếc trong lớp nguyên là những tàu biển chở khách được hãng tàu Nippon Yusen chế tạo, nhưng được Hải quân Đế quốc Nhật Bản trưng dụng và cải biến thành những tàu sân bay hộ tống. Chúng thường được sử dụng trong vai trò huấn luyện các đội bay, vận chuyển máy bay và hộ tống chống tàu ngầm cho các đoàn tàu vận tải. Không có chiếc nào sống sót cho đến hết chiến tranh, tất cả đều bị đánh đắm bởi tàu ngầm.

## Những chiếc trong lớp
| Tàu          | Đặt lườn             | Hạ thủy              | Hoạt động            | Số phận                          |
| Taiyō (大鷹) | 6 tháng 1 năm 1940   | 1 tháng 9 năm 1940   | 2 tháng 9 năm 1941   | Bị đánh chìm 18 tháng 8 năm 1944 |
| Chūyō (冲鷹) | 9 tháng 5 năm 1938   | 20 tháng 5 năm 1939  | 25 tháng 11 năm 1942 | Bị đánh chìm 4 tháng 12 năm 1943 |
| Unyō (雲鷹)  | 14 tháng 12 năm 1938 | 31 tháng 10 năm 1939 | 31 tháng 5 năm 1942  | Bị đánh chìm 17 tháng 9 năm 1944 |